# Neomys anomalus
O musaranho-de-água (Neomys anomalus) é uma espécie de musaranho pertencente à família Soricidae e ao género Neomys.

## Descrição física
O musaranho-de-água apresenta a coloração negra na sua pelagem dorsal, característica essa que permite a sua fácil distinção dos outros musaranhos da fauna portuguesa. A coloração da pelagem no ventre é branca (Hutterer, 2005). A cauda é longa com comprimento entre 54 e os 63 milímetros e é bicolor, sendo castanho escura no dorso e branca na parte ventral, terminando como um pincel. Tem um peso médio de 10 gramas e um comprimento cabeça-corpo entre 68 e 88 milímetros (Hamid, 2007). Os indivíduos desta espécie apresentam maior dimensão corporal no limite Sul da sua distribuição geográfica e fora da área de competição com a sua congénere Neomys fodiens (Spitzenberg, 1999).

## Distribuição geográfica
O musaranho-de-água é uma espécie euroasiática, ocorrendo desde a Península Ibérica até à Ásia Menor, situando-se o seu limite setentrional na costa do Mar Báltico (Spitzenberger, 1999).
Em Portugal, a espécie ocorre no Norte e Centro do país, particularmente nas zonas montanhosas. Esta espécie já foi capturada no Parque Natural de Montesinho, no Parque Nacional da Peneda-Gerês e no Parque Natural da Serra da Estrela (Cabral et al., 2005). O musaranho-de-água ocorre desde o nível do mar até aos 1.850 metros de altitude (Spitzenberger, 1999). Estudos recentes, indicam a presença do musaranho-de-água na Lituânia (Balciauskas e Balciauskiené, 2012).

## Habitat e ecologia
O musaranho-de-água habita nas proximidades de cursos de água limpa, margens de rios com vegetação e pântanos, tendo sido esporadicamente detectado a alguma distância da água, em zonas com elevado grau de humidade (Hutterer et al.,
2008). Esta espécie varia a sua preferência de habitats dentro e fora da área de simpatria com Neomys fodiens (Spitzenberg, 1999). Fora da área de competição com Neomys fodiens, o musaranho-de-água torna-se mais aquático e habita preferencialmente os pequenos cursos de água, charcos e as zonas ripícolas associadas (Tapisso, 2014). Dentro da sua área de competição, a espécie torna-se mais vulnerável e evita procurar alimentos dentro de água (Rychlik, 1997).

## Factores de Ameaça
A principal ameaça do musaranho-de-água é a perda do seu habitat. Esta espécie é afectada por alterações da geomorfologia dos cursos de água, da estrutura do leito e das margens e do regime hidrológico, consequências da extracção de água, da agricultura, da construção de estradas e de outras actividades humanas (Palomo e Gisbert 2002; Cabral et al., 2005). A má qualidade da água também constitui uma ameaça para esta espécie, devido à constante poluição pelo lançamento de produtos químicos agrícolas, efluentes industriais e esgotos (Cabral et al., 2005; Hutterer, 2008). A utilização de pesticidas também pode ser um problema em algumas zonas da sua distribuição (Palomo e Gisbert 2002; Huterrer, 2008).

## Conservação
O musaranho-de-água está classificado como Pouco Preocupante (LC) pela IUCN pois apesar de a população não estar quantificada, apresenta uma ampla distribuição geográfica (Hutterer et al., 2008). A espécie encontra-se listada no Apêndice III da Convenção de Berna, ocorrendo em várias áreas protegidas da sua distribuição geográfica. Recomenda-se a realização de estudos de bio-ecologia e distribuição que permitam avaliar qual a situação da espécie em Portugal, já que o musaranho-de-água é vulnerável a perda de habitat aquáticos (Cabral et al., 2005; Hutterer, 2008).